# Shelly Robertson
Shelly Robertson (ur. 8 kwietnia 1979 r.) – amerykańska narciarka, specjalistka narciarstwa dowolnego. Najlepszy wynik na mistrzostwach świata osiągnęła podczas mistrzostw w Madonna di Campiglio, gdzie zajęła 6. miejsce w jeździe po muldach. Nie startowała na igrzyskach olimpijskich. Najlepsze wyniki w Pucharze Świata osiągnęła w sezonie 2006/2007, kiedy to zajęła 16. miejsce w klasyfikacji generalnej, a w klasyfikacji jazdy po muldach była siódma.

## Sukcesy

### Mistrzostwa Świata
| Miejsce | Dzień    | Rok  | Miejscowość          | Konkurencja      | Zwycięzca       |
| ------- | -------- | ---- | -------------------- | ---------------- | --------------- |
| 9.      | 1 lutego | 2003 | Deer Valley          | Muldy podwójne   | Kari Traa       |
| 6.      | 9 marca  | 2007 | Madonna di Campiglio | Jazda po muldach | Kristi Richards |
| 7.      | 10 marca | 2007 | Madonna di Campiglio | Muldy podwójne   | Jennifer Heil   |

### Puchar Świata

#### Miejsca w klasyfikacji generalnej
- 1998/1999 – 39.
- 1999/2000 – 65.
- 2000/2001 – 64.
- 2002/2003 – -
- 2003/2004 – 45.
- 2004/2005 – 89.
- 2005/2006 – 43.
- 2006/2007 – 16.
- 2007/2008 – 18.
- 2008/2009 – 33.
- 2009/2010 – 40.

#### Miejsca na podium
1. Voss – 2 marca 2003 (Muldy podwójne) – 3. miejsce
2. Fernie – 24 stycznia 2004 (Muldy podwójne) – 3. miejsce
3. Deer Valley – 2 lutego 2008 (Jazda po muldach) – 1. miejsce

- W sumie 1 zwycięstwo i 2 trzecie miejsca.